# Rätanssjön
Rätanssjön är en sjö i Bergs kommun i Jämtland och ingår i Ljungans huvudavrinningsområde. Sjön är 23,2 meter djup, har en yta på 8,53 kvadratkilometer och befinner sig 351,6 meter över havet. Sjön avvattnas av vattendraget Ljungan. Intill sjön ligger småorterna Rätan och Rätansbyn.

## Delavrinningsområde
Rätanssjön ingår i det delavrinningsområde (693142-143427) som SMHI kallar för Utloppet av Rätanssjön. Medelhöjden är 391 meter över havet och ytan är 37,73 kvadratkilometer. Räknas de 365 avrinningsområdena uppströms in blir den ackumulerade arean 3 551,62 kvadratkilometer. Avrinningsområdets utflöde Ljungan mynnar i havet. Avrinningsområdet består mestadels av skog (56 procent). Avrinningsområdet har 8,5 kvadratkilometer vattenytor vilket ger det en sjöprocent på 22,5 procent. Bebyggelsen i området täcker en yta av 1,29 kvadratkilometer eller 3 procent av avrinningsområdet.